# Ubisoft
Ubisoft Entertainment SA (dříve Ubi Soft Entertainment SA či zkráceně Ubi Soft) je francouzský videoherní vývojář a vydavatel. Hlavní sídlo společnosti je v Montreuil ve Francii. Společnost má pobočky ve více než dvaceti zemích.
V roce 2004 byl Ubisoft třetí největší nezávislý herní vydavatel v Evropě a sedmý největší ve Spojených státech. Jeho obrat za období 2002–2003 byl 453 milionů eur a v následujícím období 2003–2004 vzrostl na 508 milionů eur. V roce 2005 Ubisoft zaměstnával přes 3500 lidí, z nichž 1700 pracovalo v produkci.
Největším vývojářským studiem je Ubisoft Montreal, který v roce 2004 zaměstnával více než 1 600 lidí. Yves Guillemot, jeden ze zakládajících bratrů je členem představenstva a CEO. V letech 2008–2009 dosáhly tržby Ubisoftu 1,058 miliardy eur a poprvé ve své historii přesáhlo hranici 1 miliardy.
Ubisoft Australia se stará o distribuci her od Square Enix.

## Historie
Ubisoft založilo pět bratrů Gillemotových v roce 1986. Yves Guillemot brzy dohodl distribuci her pro Electronic Arts, Sierra On-Line a MicroProse na území Francie. Ke konci desetiletí začal Ubisoft expandovat na ostatní trhy, včetně USA, Spojeného království a Německa.
Na počátku 90. let odstartoval svůj vlastní vývojový program, což v roce 1994 vyústilo v otevření jejich prvního studia ve francouzském městě Montreuil, které se stalo sídlem Ubisoftu. Později rozšířil své pobočky po celém světě (např. Shanghai, Montreal).

## Dceřiné společnosti
Coby jeden z největších videoherních vydavatelů na světě má Ubisoft několik divizí a kanceláří napříč světem. Zatímco některé byly založeny přímo Ubisoftem jiné byli převzaty skrze akvizice. Mezi některé patří:
- Red Storm Entertainment v Morrisville, Severní Karolína, USA, založeno 1996 a převzato v srpnu 2000.[5]
- Sinister Games, převzato v dubnu 2000.[5]
- Ubisoft Chengdu, založeno 17. září 2007.[5]
- Ubisoft Germany v Düsseldorfu, Německo, založeno v roce 2005,[5]
  - Blue Byte Software v Düsseldorfu, Německo, založeno 1988, převzato v únoru 2001.[5]
  - Related Designs Software, založeno v lednu 1995,[6] převzato 30% podíl 11. dubna 2007.[7]
  - Sunflowers Interactive Entertainment Software v Heusenstammu, Německo, založeno 1993, převzato 11. dubna 2007.
- Ubisoft India, založeno 2008 po převzetí Pune Gameloft studio.[8] In *Ubisoft Kiev, založeno 29. dubna 2008.[5]
- Ubisoft Massive v Malmö, Švédsko, založeno jako Massive Entertainment v roce 1997, převzato od Vivendi Games 10. listopadu 2008.
- Ubisoft Montpellier
- Ubisoft Montreal, založeno v roce 1997 jako Ubisoft Divertissements Inc,[9]
  - Hybride Technologies, převzato 8. července 2008.[5]
- Nadeo v Issy-les-Moulineaux, Francie, založeno v 2000. Převzato 5. října 2009.
- Ubisoft Paris,
- Ubisoft Poland, založen v roce 2009.[5]
- Ubisoft Quebec, založeno 1. června 2005, v Québecu, Québec, Kanada[10]
- Ubisoft Reflections v Newcastle upon Tyne, Velká Británie, založeno 1984 jako Reflections Interactive a převzato 26. srpna 2006, od Atari.
- Ubisoft Romania v Bukurešť, Rumunsko, založeno v říjnu 1992.
- Ubisoft São Paulo, založeno 24. června 2008.[11]
- Ubisoft Singapore, založeno v srpnu 2008.[12]
- Ubisoft Sofia
- Ubisoft Vancouver, založeno 3. února 2009 po převzetí Action Pants Inc.[13]

### Bývalé
- Wolfpack Studios v Austinu, Texas, USA, založeno v roce 1999 a převzato 1. března 2004 a zavřeno 2006.[14]

| Název           | Sídlo                      | Založení   | Převzetí    | Zavření     | Zdroje               |
| --------------- | -------------------------- | ---------- | ----------- | ----------- | -------------------- |
| Game Studios    | Los Angeles, Spojené státy | leden 2001 | březen 2001 | březen 2001 | [ 15 ] [ 16 ] [ 17 ] |
| Microïds Canada | Montreal, Kanada           | —          | březen 2005 | březen 2005 | [ 18 ]               |
| Related Designs | Mohuč, Německo             | 1995       | duben 2013  | červen 2014 | [ 19 ] [ 20 ]        |
| Sinister Games  | Chapel Hill, Spojené státy | 1997       | květen 2000 | 2003        | [ 21 ] [ 22 ] [ 23 ] |

## Hry
V seznamu jsou uvedeny tituly, které Ubisoft vyvinul či vydal.

## Technologie

### Ubisoft Connect
Ubisoft Connect je služba, kterou Ubisoft spustil společně s titulem Assassin's Creed II pod názvem Uplay. Ubisoft Connect je onlinové rozhraní několika služeb, poskytující hráčům vylepšení herního prostředí, speciální obsahy a užitečné informace a rady k jednotlivým hrám.